# اوردوناز
اوردوناز (به فرانسوی: Ordonnaz) یک کمون در فرانسه است که در canton of Lhuis واقع شده‌است.

## خصوصیات
اوردوناز ۱۴٫۸۸ کیلومترمربع مساحت و ۱۳۴ نفر جمعیت دارد و ۸۴۰ متر بالاتر از سطح دریا واقع شده‌است.